# Ривоче
31°12′53″ пн. ш. 96°36′07″ сх. д. / 31.2148° пн. ш. 96.60207° сх. д.
Ривоче (кит. 类乌齐县, пін. Lèiwūqí Xiàn, трансліт. Riwoqê) — один із повітів КНР у складі префектури Чамдо, Тибетський автономний район. Адміністративний центр — містечко Самдо.

## Географія
Ривоче лежить у межах Тибетського плато (регіон Кхам) на північ від долини річки Салуїн. Середня висота повіту над рівнем моря становить близько 4500 метрів.

### Клімат
Повіт перебуває у зоні так званої «гірської тундри», котра характеризується кліматом арктичних пустель. Найтепліший місяць — липень із середньою температурою 12,3 °C. Найхолодніший місяць — січень, із середньою температурою -6,9 °С.
| Клімат повіту Ривоче    | Клімат повіту Ривоче | Клімат повіту Ривоче | Клімат повіту Ривоче | Клімат повіту Ривоче | Клімат повіту Ривоче | Клімат повіту Ривоче | Клімат повіту Ривоче | Клімат повіту Ривоче | Клімат повіту Ривоче | Клімат повіту Ривоче | Клімат повіту Ривоче | Клімат повіту Ривоче | Клімат повіту Ривоче |
| Показник                | Січ.                 | Лют.                 | Бер.                 | Квіт.                | Трав.                | Черв.                | Лип.                 | Серп.                | Вер.                 | Жовт.                | Лист.                | Груд.                | Рік                  |
| Середній максимум, °C   | 3,8                  | 5                    | 8                    | 11,5                 | 15,8                 | 19,1                 | 20,1                 | 19,4                 | 17,5                 | 12,9                 | 7,7                  | 4,9                  | 12,1                 |
| Середня температура, °C | −6,9                 | −4,4                 | −0,5                 | 3,2                  | 7,3                  | 11                   | 12,3                 | 11,5                 | 9,2                  | 4,1                  | −2,3                 | −6,4                 | 3,2                  |
| Середній мінімум, °C    | −15,4                | −12,4                | −7,4                 | −3,3                 | 0,5                  | 5                    | 6,8                  | 6,1                  | 3,6                  | −1,9                 | −9,4                 | −14,6                | −3,5                 |
| Норма опадів, мм        | 2.8                  | 6.2                  | 14.9                 | 31                   | 50                   | 110.9                | 127.7                | 123.8                | 89.1                 | 40.7                 | 9                    | 2.4                  | 608.5                |
| Вологість повітря, %    | 46                   | 46                   | 51                   | 57                   | 58                   | 65                   | 70                   | 72                   | 71                   | 64                   | 56                   | 49                   | 58.8                 |
| ----------------------- | -------------------- | -------------------- | -------------------- | -------------------- | -------------------- | -------------------- | -------------------- | -------------------- | -------------------- | -------------------- | -------------------- | -------------------- | -------------------- |
| Джерело: data.cma.cn    |                      |                      |                      |                      |                      |                      |                      |                      |                      |                      |                      |                      |                      |